# ألان مودي
ألان مودي (بالإنجليزية: Alan Moody)‏ (18 يناير 1951 في المملكة المتحدة - ) هو لاعب كرة قدم بريطاني في مركز الدفاع. لعب مع نادي ساوثيند يونايتد ونادي ميدلزبره.